# Cuicatec
Cuicatec (Cuicateco, Cuicateca) /od nahua cuicatlan, =“Lugar de cantares, tierra del canto o teatro de cantares”, / indijanski narod porodice Mixtecan, naseljen u sjeverozapadnoj Oaxaci, Meksiko. Njihova populacija iznosila je oko 60.000 prije dolaska Španjolaca. Astečkim osvajanjem države Coixtlahuaca 1456., u vrijeme vladavine Moctezuma I, Cuicateci ulaze u alijansu s njima kako bi se oslobodili mištečkog ugnjetavanja. Asteci tada ovaj kraj prozvadoše Cuicatlan ili zemljom šarma ili ptica pjevica, jer su njezini stanovnici prakticirali njihovo hvatanje. Danas govore dva različita jezika a žive u općinama Concepción Pápalo, San Andrés Teotilapan, San Juan Tepeuxila, Santos Reyes Pápalo, Santa María Tlalixtac, San Pedro Teutila, San Francisco Chapulapa, Santiago Huaclilla, San Juan Bautista Cuicatlán i Santiago Nacaltepec. 
Kuće Cuicateca slične su onima susjednih plemena. Poglavito, a ovisno zbog građevnog materijala i o zoni, grade se od kolja zabitih u tlo čiji međuprostor popunjavaju kamenjem i glinom. Krov je na dvije vode, prekriven, lišćem, travom, daščicama ili drugim dostupnim materijalom. Na vrhu krova nalazi se otvor za ventilaciju a pod zemljan. Cuicatec-kuća ima, kao i kod Trique indijanaca, samo jednu sobu koja služi i za objedovanje i za spavanje. Poneka domaćinstva imaju kolibu u blizini kuće koja služi za kuhanje. Od neophodnog kuhinjskog alata domaćinstvo posjeduje metates (konkavni kamen za mljevenje sjemenja), glineni lonci, ručni mlin za nixtamal drveni čabar za pranje i kupanje, košare i chiquihuites-košare od vrbinog šiblja.